# 아논 눔파
아논 눔파(อานนท์ นำภา, 1984년 8월 18일 ~ )는 태국의 인권 운동가, 변호사, 민주화 운동가, 정치 운동가이다. 태국의 금기 중 하나인 태국의 군주제를 공개적으로 비판한 것으로 유명하다. 인권변호사로 재직하는 동안 저명한 인권 옹호자로 유명세를 쌓았고, 이후 정치적 활동에 적극적으로 참여하면서 당국으로부터 여러 탄압을 받으며 기소되기도 하였다. 그는 2020-2021년 태국 시위의 주역 중 한 명으로 여겨진다.

## 일생

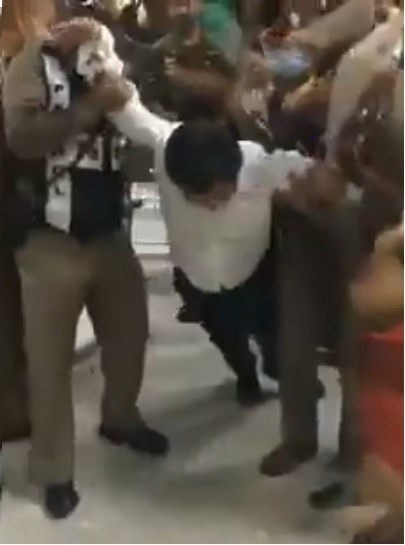
2020년 7월 8일 체포 당하는 아논 눔파의 모습.

1984년 8월 18일 로이엣 주의 부농 집안에서 태어났다. 그의 부모님은 벼농사를 짓는 농사꾼이였다. 이후 람캄행 대학교에서 법학을 전공하여 학사 학위를 받았다. 그는 2006년에 인권에 관심을 갖게 되었고, 2008년 인권 변호사가 되기로 결심한다. 실제로 2010년 태국 반정부 시위 당시 암폰 탕노파쿨, 빠이 다오딘 등 쟁쟁한 고위 활동가들을 대신해 법정 소송에 나섰는데 이 일을 계기로 그는 '레드 셔츠를 위한 변호사'라는 별명을 얻었다. 2014년 태국 쿠데타 이후, 아논은 많은 인권 사건에서 태국 동료 변호사들을 도왔다. 그는 또한 스스로 정치적인 민주화 운동에 참여하기 시작했다. 이후 2015년 저항 시민 단체를 공동 설립했다. 민주화 운동에 적극적으로 관여한 이후, 당국은 그가 법을 위반했다고 비난하며 그를 고소했다.
2020년 8월 19일, 아논은 학생 운동가 패릿 치와락과 함께 2020년 7월 18일 방콕에서 대규모 반정부 시위를 벌인 혐의로 태국 당국에 체포되었다. 형법 제116조에 따라 코로나바이러스감염증-19 안전보건 지침을 위반한 혐의도 적용되었다. 7월 18일 시위 이후, 아논 눔파는 또 다른 운동가인 파누퐁 자드녹과 함께 2020년 8월 3일 집회를 열었다. 시위에서 아논은 태국의 군주제의 구조적인 개혁을 요구했고, 또한 라마 10세 국왕이 헌법에 전례 없는 변화를 만들었다고 비난했다. 그의 군주제와 왕실에 대한 발언은 태국 정부의 입장에서 불경스러운 것이였고 태국의 왕실모독죄 규정에 따라 15년의 형량을 부과할 수 있기 때문에 당국에 의해 논란이 되었다. 그는 7월 18일과 8월 3일에 두 번의 다른 집회를 한 혐의로 2020년 8월에도 체포되었다. 2020년 9월, 법원은 아논과 파누퐁 자드녹의 보석 요구를 기각하였고, 그들은 추후 통지가 있을 때까지 재소환되었다. 법원은 두 사람 모두 시위에 참여함으로써 보석 조건을 위반했다고 판결했다.
아논은 초왕실주의 음모론자들로부터 태국에 대한 '인민혁명' 세계 음모에 가담했다는 비난을 받아왔다.

## 수상
2021년 1월 14일 광주인권상을 수상했다. 아논 눔파는 "41년 전 광주처럼 태국도 절박하게 싸우고 있다"고 말했다.

## 같이 보기
- 2020–2021년 태국 시위
- 밀크티 동맹
- 미얀마의 로힝야족 박해